# Рексбърг
Рексбърг (на английски: Rexburg) е град в окръг Мадисън, щата Айдахо, САЩ. Рексбърг е с население от 17 257 жители (2000) и обща площ от 12,9 km². Намира се на 1483 m надморска височина. ЗИП кодът му е 83440, 83441, 83460, а телефонният му код е 208.